# Tornado de Moore de 2013
El 20 de mayo de 2013 un tornado (categorizado como un EF5) golpeó la ciudad de Moore, Estados Unidos, donde murieron 24 personas (más 2 indirectamente), y se produjeron más de 377 heridos. El tornado forma parte de un sistema climatológico más grande que produjo varios tornados los días anteriores. El tornado tocó tierra a las 2:56 p. m. CDT (19:56 UTC), y estuvo en tierra durante 40 minutos sobre un recorrido de 27 km. Según el noticiero local de KWTV, el tornado tocó Newcastle y cruzó zonas densamente pobladas de Moore. Su diámetro era de 2,1 km.

## Impacto
Cientos de personas resultaron heridas y 24 personas perdieron la vida, incluyendo 10 niños, según la Oficina de Medicina Estatal de Oklahoma. Barrios enteros de la ciudad fueron arrasados y quedaron completamente destruidos. Varias escuelas también fueron dañadas o destruidas, en especial la Escuela Elemental Briarwood, que fue alcanzada de lleno por el tornado. Los medios locales, como KFOR, mostraban la Escuela Primaria Plaza Towers, en la que se encontraban 75 escolares, completamente derruida. Se ha confirmado que siete niños figuran entre los fallecidos dentro de la Escuela Plaza Towers. Fue el tornado más mortífero en una escuela desde el tornado del 1 de marzo de 2007, en Enterprise, Alabama. Grandes secciones de la Interestatal 35 fueron clausuradas debido a los escombros que se precipitaron a la autopista. El tornado dejó a más de 38 000 usuarios sin electricidad en Oklahoma.
El Servicio Meteorológico Nacional en Norman, Oklahoma, categorizó el tornado en un EF5. Testigos dijeron que se parecía más a «un muro negro gigante de destrucción que al de un tornado típico».

## Reacciones
La Agencia Federal para el Manejo de Emergencias (FEMA) desplegó equipos de búsqueda y rescate urbano en las áreas más afectadas por el tornado (Texas Task Force 1 entre ellos) y proveyó personal de comando de incidentes para organizar y ayudar a los equipos de rescate.